# Ahr-Weinkönigin
Die Ahr-Weinkönigin wird im Weinbaugebiet Ahr in Rheinland-Pfalz seit dem Jahr 1973 im jährlichen Turnus beim Weinmarkt der Ahr gewählt. Auch zuvor gab es den Titel der Gebietsweinkönigin bereits, er wurde allerdings im Rahmen einer anderen Zeremonie vergeben. Im Folgejahr hat die Gebietsweinkönigin die Möglichkeit an der Wahl zur Deutschen Weinkönigin teilzunehmen.

## Liste der Ahr-Weinköniginnen

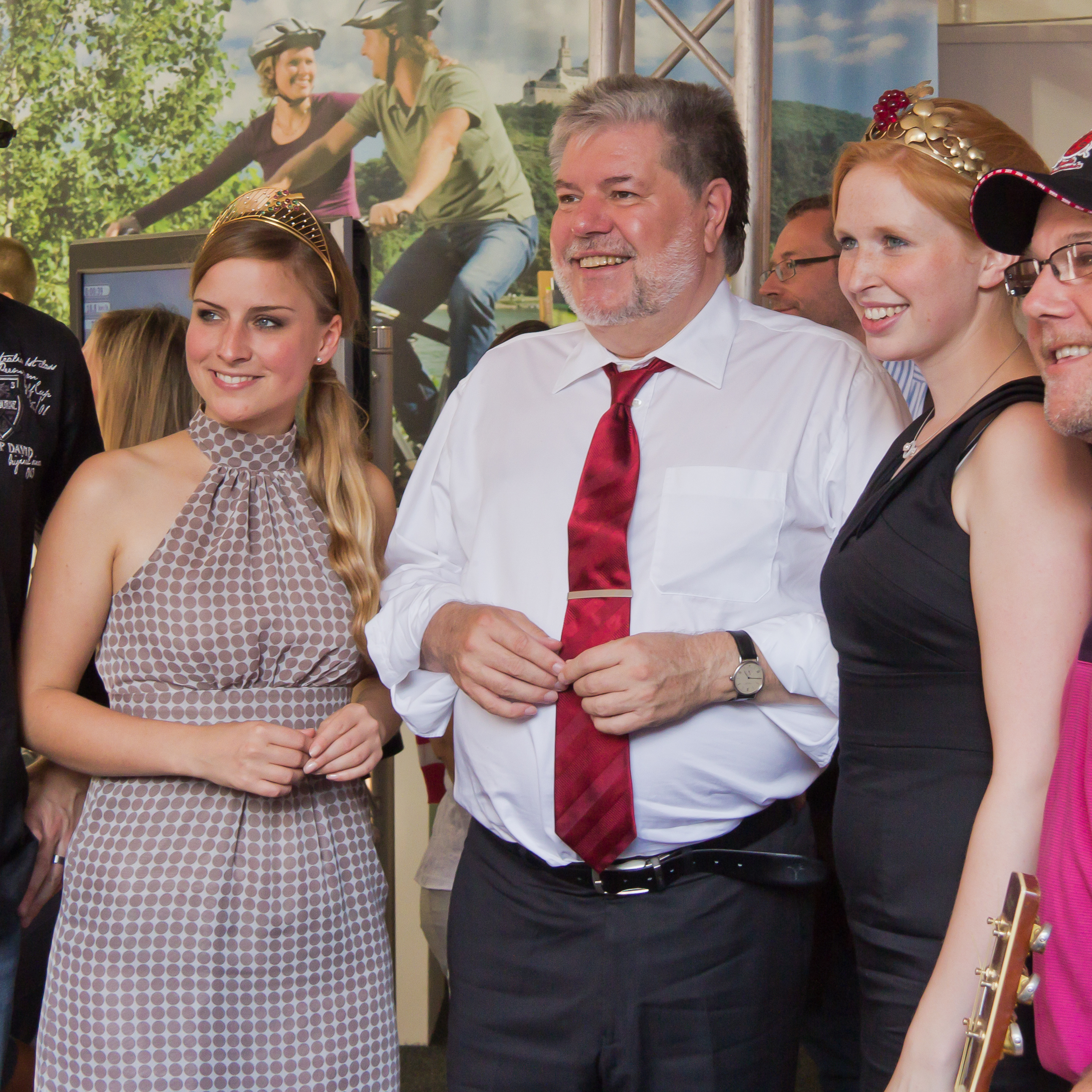
Deutsche Weinkönigin Annika Strebel 2011/2012, Ministerpräsident Kurt Beck und die Ahr-Weinkönigin 2011/12 Julia Bertram.

| 1951/52 Maria Rosenbaum (Altenahr)                                               |
| 1961/62 Marita Heinzen (Ahrweiler) – Deutsche Weinkönigin 1962/63                |
| 1965/66 Marlies Trarbach (Dernau)                                                |
| 1967/68 Maria Sonntag (Heimersheim)                                              |
| 1968/69 Magdalene Ley (Mayschoß)                                                 |
| 1970/71 Ingrid Näkel (Dernau)                                                    |
| 1971/72 Marga Stodden (Rech)                                                     |
| 1972/73 Ruth Stodden (Rech)                                                      |
| 1973/74 Ingrid Kurth (Bachem) – Deutsche Weinkönigin 1973/74                     |
| 1974/75 Marianne Hostert (Rech)                                                  |
| 1975/76 Hedwig Hörsch (Bachem)                                                   |
| 1976/77 Edith Klaes (Altenahr)                                                   |
| 1977/78 Karin Knieps (Ahrweiler)                                                 |
| 1978/79 Bernadette Rossi (Altenahr)                                              |
| 1979/80 Ursula Grimmiger (Walporzheim)                                           |
| 1980/81 Andrea Krämer (Mayschoß)                                                 |
| 1981/82 Renate Fuhrmann (Heimersheim)                                            |
| 1982/83 Hildegard Linden (Heimersheim)                                           |
| 1983/84 Annegret Neiß (Dernau)                                                   |
| 1984 Ursula Maur (Mayschoß) – Deutsche Weinkönigin 1984/85                       |
| 1984/85 Edith Fuhrmann (Heimersheim)                                             |
| 1985/86 Birgit Ley (Altenahr)                                                    |
| 1986/87 Claudia Schreiner (Rech)                                                 |
| 1987/88 Bärbel Krätz (Mayschoß)                                                  |
| 1988/89 Anke Knieps (Walporzheim)                                                |
| 1989/90 Manuela Wirtz (Ahrweiler)                                                |
| 1990/91 Martina Küls (Ahrweiler)                                                 |
| 1991/92 Nicole Schauten (Dernau)                                                 |
| 1992/93 Christiane Louis (Heimersheim)                                           |
| 1993/94 Anita Krämer (Dernau)                                                    |
| 1994/95 Andrea Schreier (Walporzheim)                                            |
| 1995/96 Stefanie Koll (Ahrweiler)                                                |
| 1996/97 Sissy Winand (Rech)                                                      |
| 1997/98 Sandra Berthel (Dernau)                                                  |
| 1998/99 Sabrina Koll (Ahrweiler)                                                 |
| 1999/00 Martina Flohe (Walporzheim)                                              |
| 2000/01 Martina Klein (Dernau)                                                   |
| 2001/02 Annika Gasper (Altenahr)                                                 |
| 2002/03 Karina Weinand (Mayschoß)                                                |
| 2003/04 Desirée Dresen (Mayschoß)                                                |
| 2004/05 Katrin Küpper (Heimersheim)                                              |
| 2005/06 Catharina Stein (Walporzheim)                                            |
| 2006/07 Diana Knieps (Ahrweiler)                                                 |
| 2007/08 Stephanie Bertram (Dernau)                                               |
| 2008/09 Julia Linden (Heimersheim)                                               |
| 2009/10 Mandy Gieler (geborene Großmann) (Dernau) – Deutsche Weinkönigin 2010/11 |
| 2010/11 Alina Bäcker (Mayschoß)                                                  |
| 2011/12 Julia Bertram (Dernau) – Deutsche Weinkönigin 2012/13                    |
| 2012/13 Julia Migend (Mayschoß)                                                  |
| 2013/14 Jennifer Knieps (Walporzheim)                                            |
| 2014/15 Viktoria Kugel (Walporzheim)                                             |
| 2015/16 Michelle Skruth (Bachem)                                                 |
| 2016/17 Theresa Ulrich (Ahrweiler)                                               |
| 2017/18 Irena Schmitz (Ahrweiler)                                                |
| 2018/19 Annika Schooß (Ahrweiler)                                                |
| 2019–2021 Eva Lanzerath (Walporzheim) – Deutsche Weinkönigin 2020/2021           |
| 2023/24 Katja Hermann (Rech)                                                     |